# Campeonato Paraense de Futebol de 1916
O Campeonato Paraense de Futebol de 1916 foi a 6.ª edição da principal divisão do futebol do Pará. Organizada pela Liga Paraense de Foot-Ball, a competição contou com a participação de seis clubes, todos sediados na capital Belém. O Remo sagrou-se campeão, conquistando seu quarto título consecutivo.

## Participantes
| Equipe         | Cidade | Títulos (mais recente) | Part. |
| -------------- | ------ | ---------------------- | ----- |
| Aliança        | Belém  | 0 (não possui)         | 2     |
| Brazil Sport   | Belém  | 0 (não possui)         | 3     |
| Guarany        | Belém  | 0 (não possui)         | 5     |
| Panther        | Belém  | 0 (não possui)         | 5     |
| Remo           | Belém  | 3 (1915)               | 4     |
| União Sportiva | Belém  | 2 (1910)               | 6     |

## Campanha do campeão
- Remo 5 x 0 Aliança - 21 de maio de 1916.
- Remo 2 x 0 Panther - 11 de junho de 1916.
- Remo 1 x 2 União Sportiva - 9 de julho de 1916.
- Remo 5 x 0 Guarany - 24 de julho de 1916.
- Remo 5 x 1 Brasil - 15 de agosto de 1916.
- Remo 7 x 0 União Sportiva - 10 de setembro de 1916.
- Remo 1 x 0 Panther - 12 de outubro de 1916.
- Remo 1 x 1 Brasil - 12 de novembro de 1916.

Obs.: o jogador Duca Motta, do Remo, foi expulso, mas se recusou a sair de campo. O ato gerou protesto dos torcedores, que invadiram o gramado, resultando em confusão generalizada e até prisões. No dia 14 de novembro a Comissão de Futebol da Liga Paraense de Foot-Ball decretou o Brasil como vencedor, além de impor ao Remo uma multa de 15 dias de suspensão. Entretanto, os azulinos se basearam no regulamento da competição e pediram ao Conselho Diretor da Liga que a partida fosse anulada. Em 23 de novembro, a entidade convocou seus filiados a participarem de uma reunião para decidir qual atitude tomar. Dos representantes, somente os de Panther, Guarani e Pará votaram e decidiram por unanimidade a anulação da partida e sua repetição no dia 17 de dezembro.
- Remo x Brasil - 17 de dezembro de 1916.

Obs.2: nenhum jornal divulgou o placar do jogo, o que gera dúvidas sobre a sua realização.

## Premiação
| Campeonato Paraense de 1916   |
| Belém                         |
| ----------------------------- |
| Remo Tetracampeão (4º título) |